# JSX (Fluggesellschaft)
JSX (ehemals JetSuiteX) ist eine Fluggesellschaft mit Sitz in Dallas, Texas in den Vereinigten Staaten, die sich selbst als „Hop-on-Jet-Service“ bezeichnet, der Punkt-zu-Punkt-Flüge zwischen und innerhalb von Arizona, Colorado, Florida, Kalifornien, Nevada, New Mexico, New York, Texas, Tennessee und den Bahamas anbietet. Flüge werden von der Tochtergesellschaft Delux Public Charter (als JSX Air) durchgeführt.

## Geschichte
Die Fluggesellschaft wurde ursprünglich im April 2016 als JetSuiteX gegründet. Laut Chief Executive Officer (CEO) Alex Wilcox wurde die Fluggesellschaft als Reaktion auf den rückläufigen Kurzstreckenverkehr und den Anstieg der Tarife auf Kurzstreckenflügen in den Vereinigten Staaten gegründet. Wilcox führt diese Phänomene teilweise auf lange Wartezeiten an Flughäfen zurück. Das Unternehmen nahm seinen Betrieb am 19. April 2016 mit seinem ersten Flug zwischen Burbank und Concord, beide in Kalifornien, auf. Am 8. August 2019 wurde JetSuiteX in JSX umbenannt. Im September 2020 teilte die Aufsichtsbehörde von Orange County JSX mit, dass der Fluggesellschaft ab dem 1. Januar 2021 die Durchführung von Flügen zum John Wayne Airport in Orange County, Kalifornien, untersagt sei. Wilcox äußerte sich öffentlich über die Situation per E-Mail und in den sozialen Medien, und ein Programm zur Kundenansprache forderte Fluggäste auf, ihre Unterstützung dafür zum Ausdruck zu bringen, dass die Fluggesellschaft ihre Flüge nach Orange County fortsetzt. Am 14. Dezember 2020 reichte JSX eine Klage gegen den Flughafen ein.  Am 23. Dezember 2020 wurde der Fluggesellschaft eine einstweilige Verfügung gegen den Flughafen erteilt, die Flughafenbeamte daran hindert, den Flugbetrieb der Fluggesellschaft wie geplant einzustellen (Stand 1. Januar 2021). Eine Sprecherin teilte einer Nachrichtenagentur mit, dass der Flughafen der Anordnung nachkommen werde. JSX operiert weiterhin vom Flughafen aus.

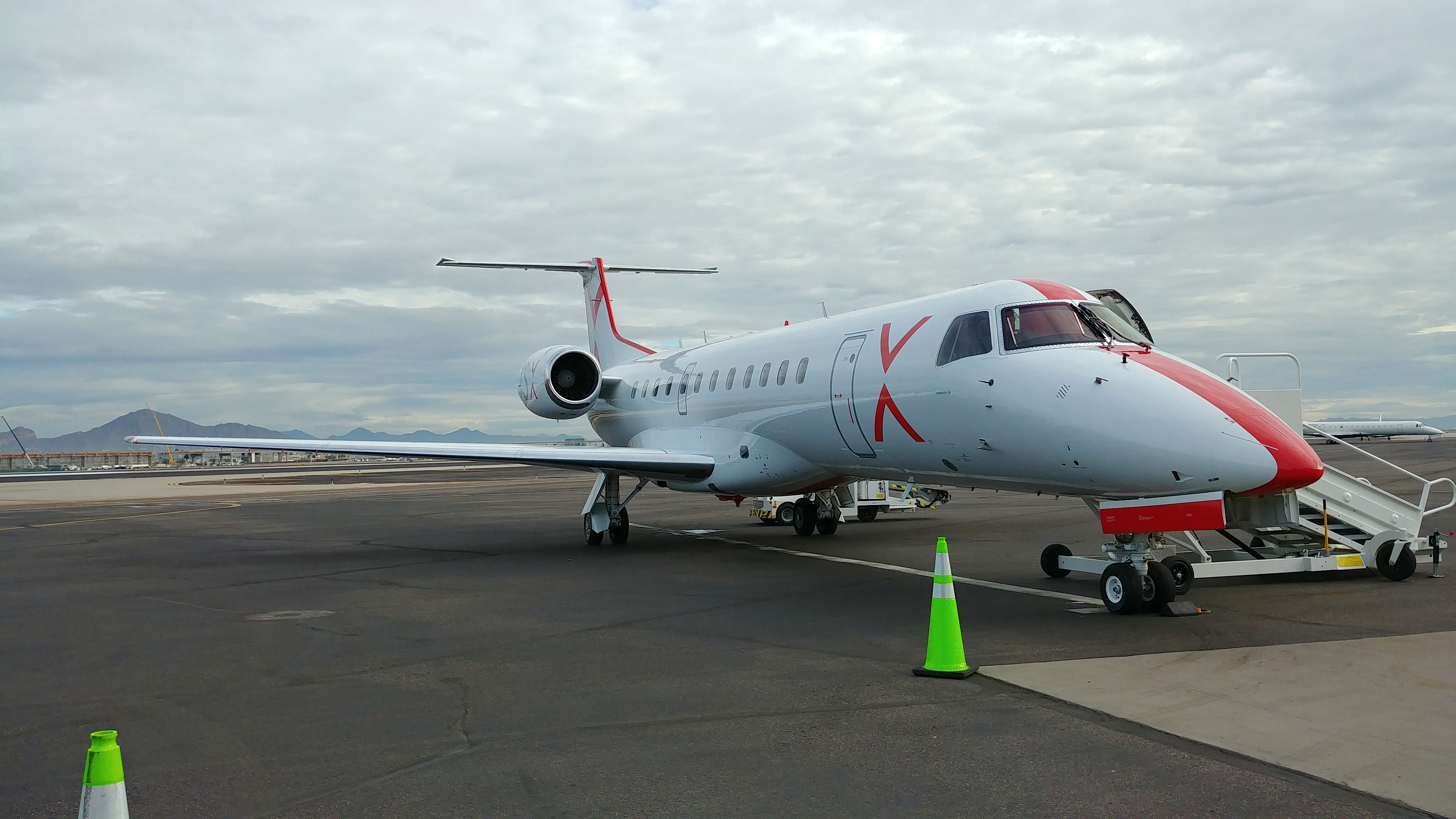

## Flotte
Mit Stand Oktober 2023 besteht die Flotte aus 79 Flugzeugen mit einem Durchschnittsalter von 22,5 Jahren.
| Flugzeugtyp     | Anzahl | Sitzplätze | Bemerkungen |
| --------------- | ------ | ---------- | ----------- |
| Embraer ERJ-135 | 16     | 30         |             |
| Embraer ERJ-140 | 02     | 30         |             |
| Embraer ERJ-145 | 61     | 30         | 30 inaktiv  |
| Total           | 79     |            |             |